# ONE on Prime Video 2
ONE on Prime Video 2: Xiong vs. Lee 3  (también conocido como ONE Fight Night 2 fuera de Norteamérica) fue un evento de deportes de combate producido por ONE Championship llevado a cabo el 1 de octubre de 2022, en el Singapore Indoor Stadium en Kallang, Singapur.

## Historia
Una trilogía por el Campeonato Mundial de Peso Paja Femenino de ONE entre la actual campeona Xiong Jing Nan y la actual Campeona Mundial de Peso Átomo Femenino de ONE Angela Lee encabezó el evento. El par se enfrentó por primera vez en ONE: A New Era el 31 de marzo de 2019, donde Xiong ganó por nocaut en el quinto asalto. Su segunda pelea se llevó a cabo en ONE: Century el 13 de octubre de 2019, por el Campeonato Mundial de Peso Átomo Femenino de ONE, donde Lee defendió su título por sumisión en el quinto asalto.
Una pelea por el Campeonato Mundial de Kickboxing de Peso Pluma de ONE entre el actual campeón Superbon Singha Mawynn y el ex-Campeón de Peso Súper Wélter de K-1 (además de Campeón del Grand Prix de Kickboxing de Peso Pluma de ONE) Chingiz Allazov estaba programada para ser el evento coestelar. Sin embargo, Allazov fue retirado de la pelea debido a una lesión y fue reemplazado por el contendiente #5 Tayfun Özcan que estaba programado para enfrentar a ex-Campeón de Peso Ligero de Glory Marat Grigorian en la cartelera preliminar, mientras que Grigorian fue programado para enfrentar a Jamal Yusupov. Sucesivamente, Superbon y Yusupov se retiraron del evento por enfermedad, así que Özcan y Grigorian volvieron a ser emparejados.
Una pelea por el Campeonato Mundial Inaugural de Submission Grappling de Peso Pluma de ONE entre Mikey Musumeci y Cleber Sousa se llevó a cabo en el evento. Fue el primer título de submission grappling en la historia de la promoción.
En los pesajes, dos peleadores no dieron el peso para sus respectivas peleas. Dangkongfah Banchamek pesó 115.25 libras, 0.25 libras sobre el límite de peso átomo. Jihin Radzuan pesó 120.25 libras, 5.25 libras sobre el límite de peso átomo. Ambas peleas procedieron en pesos pactados. Dangkongfah fue multada con un 20% de su bolsa, la cual iría hacía su oponente Anissa Meksen, pero esta no lo aceptó el dinero; Radzuan fue multada con el 30% de su bolsa, la cual fue a su oponente Stamp Fairtex; Superbon Singha Mawynn y Jamal Yusupov no fueron declarados médicamente aptos y fueron retirados del evento.

## Resultados
1. ↑  Por el Campeonato Mundial de Peso Paja Femenino de ONE.
2. ↑  Por el Campeonato Mundial Inaugrual de Submission Grappling de Peso Mosca de ONE.
3. ↑  Radzuan no dio el peso (120.5 lbs). La pelea fue trasladada a peso pactado (120.75 lbs).
4. ↑  Pelea Alternativa del Grand Prix de Kickboxing de Peso Pesado de ONE.

## Bonificaciones
Los siguientes peleadores recibieron bonos de $50.000.
- Actuación de la Noche: Ilya Freymanov y Halil Amir